# Продовжувана серія
Продовжувана серія або Тривала серія (англ. Ongoing series) — термін, що використовуються у сфері коміксів на означення історій, випуск яких продовжується й немає визначеної наперед кількості номерів що плануються до друку, на відміну від обмеженої серії, одинака, графічного роману чи тому-збірки. Однак серію графічних романів можна також вважати продовжуваною.
Термін може неофіційно назвати визначена серія, якщо кількість та закінчення випусків вже визначено.
Продовжувана серія традиційно публікується за фіксованим графіком, зазвичай щомісяця. Однак багато факторів можуть привести до того, що випуск буде опублікована із запізненням.

## Приклади

### Приклади продовжуваних серій
- «Action Comics»
- «Detective Comics»
- «Бетмен» (Batman)
- «Ходячі мерці» (англ. «The Walking Dead»)
- «Їжачок Сонік» (англ. «Sonic the Hedgehog»)
- «Міккі Маус» (англ. «Mickey Mouse»)

### Приклади готових серій
- «Пісочний чоловік» (англ. «The Sandman»)
- «Проповідник» (англ. «Preacher»)
- «Бог мертвий» (англ. «God Is Dead»)

### Приклади скасованих серій
- «Slingers»[en]
- «Міжнаціональна Ліга справедливості» (англ. «Justice League International»)
- «little lulu Original Children's Series of 70s»

### Приклади перезапущених серій
- «Супермен» (англ. «Superman»; перезапуски у 1987 та 2011 роках)
- «Дивовижна Людина-павук» (англ. «The Amazing Spider-Man»; перезапущена в 1999 році, але повернена до оригінальної нумерації, розпочинаючи з випуску #59[1])
- «Фантастична четвірка» (англ. «Fantastic Four»; перезапущений в 1996 році і знову в 1997 році, а також 2012)
- «Месники» (англ. «Avengers»; перезапущена в 1996, 1997, 2010 та 2012 роках)
- «Полеглий ангел» (англ. «Fallen Angel»; скасована DC Comics, згодом перезапущена IDW Publishing)